# Kentucky Pride
Kentucky Pride is een Amerikaanse dramafilm uit 1925 onder regie van John Ford. De film werd destijds in Nederland uitgebracht onder de titel De koningen der renbaan.

## Verhaal
De paardenfokker Beaumont heeft al zijn hoop gevestigd op de hengst Virginia's Future. Het paard blesseert zich echter op de renbaan. Dankzij trainer Mike Donovan komt het dier er weer bovenop. Beaumont moet uit financiële noodzaak ook het renpaard Confederacy verkopen. Later neemt de zoon van Mike Donovan deel aan de paardenrennen met Confederacy. Beaumont en Donovan zetten al hun geld in op het paard. Met zijn winst kan Beaumont Virginia's Future terugkopen.

## Rolverdeling
| Acteur               | Personage         |
| -------------------- | ----------------- |
| Gertrude Astor       | Mevrouw Beaumont  |
| Peaches Jackson      | Virginia Beaumont |
| J. Farrell MacDonald | Donovan           |
| Man o' War           |                   |
| Winston Miller       | Danny Donovan     |
| George Reed          |                   |
| Belle Stoddard       | Mevrouw Donovan   |
| Malcolm Waite        | Carter            |
| Henry B. Walthall    | Mijnheer Beaumont |